# Lijst van rijksmonumenten in Waaxens (Noardeast-Fryslân)
Waaxens (Noardeast-Fryslân) (Waaksens) telt 9 inschrijvingen in het rijksmonumentenregister. Hieronder een overzicht. 
| Object                                                                                                | Oorspronkelijke functie? | Bouwjaar | Architect                                                    | Locatie                                                      | Coördinaten?                  | Nr.?   | Afbeelding               |
| --- | ------------------------ | --- | ------------------------------------------------------------ | ------------------------------------------------------------ | ----------------------------- | ------ | ------------------------ |
| Sint-Thomaskerk                                                                                       | Kerk en kerkonderdeel    | vroeg-gotisch 1400-1450 (vernieuwing) 1962-'63 (rest. en ontpleistering)                                                    | A. Baart jr. (1962-'63)                                      | Tsjessenswei 6                                               | 53° 21' 24" NB, 5° 55' 13" OL | 38733  | Meer afbeeldingen        |
| Hervormde kerk, toren                                                                                 | Kerk en kerkonderdeel    | ca. 1200 (oostmuur) 1400-1450 (inbouw onderzijde) 17e eeuw (vernieuwing oostz.) 1815 (vernieuwing westz.) 1893 (beklamping) |                                                              | bij Tsjessenswei 6                                           | 53° 21' 24" NB, 5° 55' 13" OL | 38734  | Meer afbeeldingen        |
| Poartepleats                                                                                          | Boerderij                | ca. 1200 (oostmuur) 1400-1450 (inbouw onderzijde) 17e eeuw (vernieuwing oostz.) 1815 (vernieuwing westz.) 1893 (beklamping) |                                                              | Tsjessenswei 7                                               | 53° 21' 26" NB, 5° 55' 2" OL  | 38735  | Upload foto              |
| Poortgebouw Sjucksmastate                                                                             | Boerderij                | 1616 1668 (gevelsteen) 1963 (rest.)                                                                                         |                                                              | bij Tsjessenswei 7                                           | 53° 21' 27" NB, 5° 55' 4" OL  | 38736  | Meer afbeeldingen        |
| Kop-hals-rompboerderij gedeeltelijk opgetrokken van kloostermoppen op omgracht terrein met boomsingel | Boerderij                | 18e eeuw |                                                              | Tjessenswei 3                                                | 53° 21' 20" NB, 5° 55' 16" OL | 38737  | Meer afbeeldingen        |
| Terp                                                                                                  | Archeologisch monument   | omstreeks begin jaartelling                                                                                                 |                                                              | tussen Lania en Hollewei                                     | 53° 21' 25" NB, 5° 55' 14" OL | 45316  | Upload foto              |
| Terrein met de overblijfselen van de stins Sjucksmastate                                              | Archeologisch monument   | 13e-16e eeuw |                                                              | bij Tsjessenswei 6                                           | 53° 22' 21" NB, 5° 56' 33" OL | 45317  | Upload foto              |
| Terp                                                                                                  | Archeologisch monument   | omstreeks begin jaartelling                                                                                                 |                                                              | oostelijk van de Tsjessenswei halverwege Waaxens en Brantgum | 53° 21' 42" NB, 5° 54' 54" OL | 45318  | Upload foto              |
| Hervormde kerk, pastorie                                                                              | Kerkelijke dienstwoning  | 1894 1978 (verb.) | G.A. van der Meulen (1894) Ingenieursbureau Friesland (1978) | Tjessenswei 8                                                | 53° 21' 25" NB, 5° 55' 12" OL | 480514 | Hervormde kerk, pastorie |